# Gật đầu

Minh họa

Gật đầu (tiếng Anh: nod) là hành động đưa đầu lên xuống theo trục thẳng đứng. Trong đại đa số nền văn hóa, gật đầu có nghĩa là đồng ý, chấp nhận một thông tin nào đó.

## Ý nghĩa
Ở nhiều nơi trên thế giới, gật đầu thường dùng để thể hiện thái độ đồng ý, chấp nhận thông tin mà đối phương đưa ra, có thể kèm theo hoặc thay cho câu nói "vâng/có/đúng".
Ở Hy Lạp, gật đầu một lần và nhắm mắt dùng để thể hiện câu trả lời "có". Cái gật đầu như vậy thường bao gồm cả việc quay đầu nhẹ sang trái (hoặc sang phải).
Tuy nhiên, cũng tại Hy Lạp và các nước Síp, Iran, Thổ Nhĩ Kỳ, Bulgari, hành động đưa đầu lên (một lần, không cúi xuống) lại biểu thị ý phủ định "không". Cụ thể ở Hy Lạp và Síp, việc đưa đầu lên để biểu thị "không" thường sẽ đi kèm với việc rướn lông mày và hơi trợn mắt.
Trong một số trường hợp, một cái gật đầu nhẹ còn được coi là chào hỏi, thể hiện sự tôn trọng với người đối diện. Cụ thể khi gặp nhau, người ta có thể chào kèm gật đầu, gật trong hoàn cảnh này có thể coi là một dạng nhẹ của việc cúi lạy. Người đối diện thường cũng sẽ gật đầu đáp lại để thể hiện tôn trọng.

## Hội chứng gật đầu
Gật đầu nhiều có thể là biểu hiện của hội chứng gật đầu (nodding disease), một căn bệnh chưa có giải thích. Bệnh này thường xuất hiện ở trẻ dưới 15 tuổi, lần đầu được ghi nhận tại Tanzania năm 1962.